# Mimegralla novaehebrideana
Mimegralla novaehebrideana är en tvåvingeart som beskrevs av Steyskal 1952. Mimegralla novaehebrideana ingår i släktet Mimegralla och familjen skridflugor.
Artens utbredningsområde är Vanuatu. Inga underarter finns listade i Catalogue of Life.